# Copadichromis geertsi
Copadichromis geertsi è una specie di pesci della famiglia dei Ciclidi. Si può trovare in Malawi e in Mozambico. Il suo habitat naturale sono i laghi d'acqua dolce.